# Арчер, Бренда
Бренда Арчер (англ. Brenda Archer, 17 сентября 1942, Джорджтаун, Британская Гвиана) — гайанская легкоатлетка, выступавшая в прыжках в высоту. Участвовала в летних Олимпийских играх 1960 года.

## Биография
Бренда Арчер родилась 17 сентября 1942 года в городе Джорджтаун в Британской Гвиане (сейчас Гайана).
В 1959 году завоевала золотую медаль чемпионата Вест-Индии по лёгкой атлетике, который проходил в Джорджтауне. Она выиграла прыжки в высоту с результатом 1,47 метра.
В 1960 году вошла в состав сборной Британской Гвианы на летних Олимпийских играх в Риме. В прыжках в высоту в квалификации с первой попытки взяла высоту 1,50 метра, со второй — 1,55 метра, но 1,60 метра с трёх попыток взять не смогла. Арчер заняла 20-е место среди 23 участниц, не пробившись в финал, куда попали прыгуньи, преодолевшие планку на высоте 1,65 метра.
В 1962 году завоевала золотую медаль на Играх Центральной Америки и Карибского бассейна, проходивших в Кингстоне. Арчер прыгнула на 1,53 метра, опередив на 2 сантиметра кубинку Марту Фонт и ямайку Беверли Уолш.

## Личный рекорд
Прыжки в высоту — 1,61 (1960)